# Vasaloppet 2009
Vasaloppet 2009 avgjordes den 1 mars 2009, och var den 85:e upplagan av Vasaloppet. 2009 års kranskulla var Sandra Brander och kransmassen var Jonas Nilsson. Daniel Tynell vann Vasaloppet för tredje gången. Damklassen vanns av Sandra Hansson.
15 097 personer var anmälda, varav 13 872 startade. 616 personer bröt loppet och 13 257 personer genomförde loppet.

## Resultat
Resultat, Herrar

| Placering | Startnummer | Namn              | Klubb/Land/Ort | Tid      | Prispengar |
| --------- | ----------- | ----------------- | -------------- | -------- | ---------- |
| 1         | 15          | Daniel Tynell     | Grycksbo IF OK | 04:10:55 | 75 000 kr  |
| 2         | 4           | Oskar Svärd       | Vålådalens SK  | 04:11:18 | 50 000 kr  |
| 3         | 47          | Stanislav Řezáč   | Tjeckien       | 04:11:33 | 30 000 kr  |
| 4         | 171         | Erik Eriksson     | IFK Mora SK    | 04:11:33 | 20 000 kr  |
| 5         | 2           | Anders Aukland    | Norge          | 04:11:34 | 15 000 kr  |
| 6         | 17          | Bruno Carrara     | Italien        | 04:11:34 | 10 000 kr  |
| 7         | 3           | Jerry Ahrlin      | Vålådalens SK  | 04:11:37 | 8 000 kr   |
| 8         | 1           | Jörgen Aukland    | Norge          | 04:12:21 | 6 000 kr   |
| 9         | 6           | Rikard Andreasson | IFK Mora SK    | 04:12:36 | 5 000 kr   |
| 10        | 13          | Jens Eriksson     | Dala-Floda IF  | 04:13:34 | 3 000 kr   |

Resultat, Damer

| Placering | Startnummer | Namn            | Klubb/Land/Ort            | Tid      | Prispengar |
| --------- | ----------- | --------------- | ------------------------- | -------- | ---------- |
| 1         | 18041       | Sandra Hansson  | Uddevalla IS              | 04:43:13 | 50 000 kr  |
| 2         | 17793       | Jenny Hansson   | Vålådalens SK             | 04:44:28 | 25 000 kr  |
| 3         | 18398       | Nina Lintzén    | Årsunda IF                | 04:48:44 | 15 000 kr  |
| 4         | 18946       | Sofia Bleckur   | IFK Mora SK               | 04:49:51 | 6 000 kr   |
| 5         | 18481       | Ulrica Persson  | Sunne SLF                 | 04:50:17 | 4 000 kr   |
| 6         | 18968       | Eva Svensson    | IFK Mora SK               | 04:53:12 | 3 000 kr   |
| 7         | 17563       | Ida Olsson      | Åsarna IK                 | 04:53:59 |            |
| 8         | 17334       | Maria Gräfnings | Östersunds Skidlöparklubb | 05:00:53 |            |
| 9         | 17362       | Jorunn Öye      | Norge                     | 05:04:43 |            |
| 10        | 17950       | Jannike Östby   | Norge                     | 05:05:10 |            |

## Spurtpriser
Herrar

| Etapp        | Startnummer | Namn                | Klubb/Land/Ort | Tid      | Prispengar |
| ------------ | ----------- | ------------------- | -------------- | -------- | ---------- |
| Smågan       | 157         | Arne Post           | Norge          | 00:33:10 | 5 000 kr   |
| Mångsbodarna | 204         | Fredrik Uusitalo    | Sollefteå SK   | 01:09:58 | 5 000 kr   |
| Risberg      | 157         | Arne Post           | Norge          | 01:40:00 | 5 000 kr   |
| Evertsberg   | 236         | Teodor Peterson     | Åsarna IK      | 02:17:14 | 10 000 kr  |
| Oxberg       | 195         | Jens Arne Svartedal | Norge          | 02:54:21 | 5 000 kr   |
| Hökberg      | 15          | Daniel Tynell       | Grycksbo IF OK | 03:20:26 | 5 000 kr   |
| Eldris       | 47          | Stanislav Řezáč     | Tjeckien       | 03:47:31 | 5 000 kr   |

Damer

| Etapp      | Startnummer | Namn           | Klubb/Land/Ort | Tid      | Prispengar |
| ---------- | ----------- | -------------- | -------------- | -------- | ---------- |
| Evertsberg | 18041       | Sandra Hansson | Uddevalla IS   | 02:28:28 | 5 000 kr   |

## Delkontroller
Smågan, Herrar

| Placering | Startnummer | Namn             | Klubb/Land/Ort | Tid      |
| --------- | ----------- | ---------------- | -------------- | -------- |
| 1         | 157         | Arne Post        | Norge          | 00:33:10 |
| 2         | 71          | Martin Johansson | IFK Mora SK    | 00:33:14 |
| 3         | 214         | David Frisk      | IFK Mora SK    | 00:33:35 |
| 4         | 69          | Fredrik Uusitalo | Sollefteå SK   | 00:33:37 |
| 5         | 204         | Peter Larsson    | Hudiksvalls IF | 00:33:38 |
| 6         | 162         | Joakim Engström  | IFK Mora SK    | 00:33:58 |
| 7         | 5           | Thomas Alsgaard  | Norge          | 00:33:58 |
| 8         | 133         | Atle Bjerkli     | Norge          | 00:33:59 |
| 9         | 251         | Olle Sjöström    | Orsa SK        | 00:33:59 |
| 10        | 217         | Eirik Watterdal  | Norge          | 00:34:00 |

Smågan, Damer

| Placering | Startnummer | Namn                  | Klubb/Land/Ort          | Tid      |
| --------- | ----------- | --------------------- | ----------------------- | -------- |
| 1         | 18041       | Sandra Hansson        | Uddevalla IS            | 00:35:19 |
| 2         | 17793       | Jenny Hansson         | Vålådalens SK           | 00:36:18 |
| 3         | 18946       | Sofia Bleckur         | IFK Mora SK             | 00:37:10 |
| 4         | 18398       | Nina Lintzén          | Årsunda IF              | 00:37:17 |
| 5         | 17563       | Ida Olsson            | Åsarna IK               | 00:37:21 |
| 6         | 18968       | Eva Svensson          | IFK Mora SK             | 00:37:24 |
| 7         | 18481       | Ulrica Persson        | Sunne SLF               | 00:37:31 |
| 8         | 17334       | Maria Gräfnings       | Östersunds Skidlöparekl | 00:38:09 |
| 9         | 17950       | Jannike Östby         | Norge                   | 00:38:25 |
| 10        | 17548       | Anna-Karin Strömstedt | Vansbro AIK Skidklubb   | 00:38:32 |

Mångsbodarna, Herrar

| Placering | Startnummer | Namn               | Klubb/Land/Ort | Tid      |
| --------- | ----------- | ------------------ | -------------- | -------- |
| 1         | 204         | Fredrik Uusitalo   | Sollefteå SK   | 01:09:58 |
| 2         | 206         | Peter Larsson      | Hudiksvalls IF | 01:09:58 |
| 3         | 69          | David Frisk        | IFK Mora SK    | 01:10:09 |
| 4         | 157         | Arne Post          | Norge          | 01:10:12 |
| 5         | 54          | Anton Järnberg     | Hudiksvalls IF | 01:12:36 |
| 6         | 201         | Fredrik Persson    | Kilsmo IK      | 01:12:36 |
| 7         | 205         | Fredrik Byström    | Sollefteå SK   | 01:12:37 |
| 8         | 133         | Atle Bjerkli       | Norge          | 01:12:37 |
| 9         | 226         | Ole Christian Mork | Norge          | 01:12:37 |
| 10        | 58          | Johan Samuelsson   | SK Järven      | 01:12:37 |

Mångsbodarna, Damer

| Placering | Startnummer | Namn                  | Klubb/Land/Ort          | Tid      |
| --------- | ----------- | --------------------- | ----------------------- | -------- |
| 1         | 18041       | Sandra Hansson        | Uddevalla IS            | 01:15:01 |
| 2         | 17793       | Jenny Hansson         | Vålådalens SK           | 01:16:04 |
| 3         | 18946       | Sofia Bleckur         | IFK Mora SK             | 01:18:13 |
| 4         | 18398       | Nina Lintzén          | Årsunda IF              | 01:18:35 |
| 5         | 17563       | Ida Olsson            | Åsarna IK               | 01:19:33 |
| 6         | 18481       | Ulrica Persson        | Sunne SLF               | 01:19:57 |
| 7         | 18968       | Eva Svensson          | IFK Mora SK             | 01:20:11 |
| 8         | 17334       | Maria Gräfnings       | Östersunds Skidlöparekl | 01:20:25 |
| 9         | 17950       | Jannike Östby         | Norge                   | 01:21:51 |
| 10        | 17548       | Anna-Karin Strömstedt | Vansbro AIK Skidklubb   | 01:22:45 |

Risberg, Herrar

| Placering | Startnummer | Namn                | Klubb/Land/Ort | Tid      |
| --------- | ----------- | ------------------- | -------------- | -------- |
| 1         | 157         | Arne Post           | Norge          | 01:40:00 |
| 2         | 28          | Thomas Henriksen    | Norge          | 01:40:41 |
| 3         | 24          | Jan Egil Andreasen  | Norge          | 01:40:45 |
| 4         | 13          | Jens Eriksson       | Dala-Floda IF  | 01:40:45 |
| 5         | 22          | Kjetil Dammen       | Norge          | 01:40:47 |
| 6         | 5           | Thomas Alsgaard     | Norge          | 01:40:47 |
| 7         | 3           | Jerry Ahrlin        | Vålådalens SK  | 01:40:47 |
| 8         | 195         | Jens Arne Svartedal | Norge          | 01:40:47 |
| 9         | 259         | Edvard Hamilton     | Norge          | 01:40:47 |
| 10        | 15          | Daniel Tynell       | Grycksbo IF OK | 01:40:47 |

Risberg, Damer

| Placering | Startnummer | Namn            | Klubb/Land/Ort          | Tid      |
| --------- | ----------- | --------------- | ----------------------- | -------- |
| 1         | 18041       | Sandra Hansson  | Uddevalla IS            | 01:46:56 |
| 2         | 17793       | Jenny Hansson   | Vålådalens SK           | 01:48:22 |
| 3         | 18398       | Nina Lintzén    | Årsunda IF              | 01:50:50 |
| 4         | 18946       | Sofia Bleckur   | IFK Mora SK             | 01:51:17 |
| 5         | 17563       | Ida Olsson      | Åsarna IK               | 01:52:13 |
| 6         | 18481       | Ulrica Persson  | Sunne SLF               | 01:53:01 |
| 7         | 17334       | Maria Gräfnings | Östersunds Skidlöparekl | 01:53:43 |
| 8         | 18968       | Eva Svensson    | IFK Mora SK             | 01:54:11 |
| 9         | 17950       | Jannike Østby   | Norge                   | 01:56:46 |
| 10        | 17362       | Jorunn Øye      | Norge                   | 01:57:20 |

Evertsberg, Herrar

| Placering | Startnummer | Namn                | Klubb/Land/Ort | Tid      |
| --------- | ----------- | ------------------- | -------------- | -------- |
| 1         | 236         | Teodor Peterson     | Åsarna IK      | 02:17:14 |
| 2         | 254         | Jan Egil Andreasen  | Norge          | 02:17:20 |
| 3         | 5           | Thomas Alsgaard     | Norge          | 02:17:25 |
| 4         | 15          | Daniel Tynell       | Grycksbo IF OK | 02:17:25 |
| 5         | 97          | Svein Olav Utistog  | Norge          | 02:17:26 |
| 6         | 79          | Ivar Tveiten        | Norge          | 02:17:27 |
| 7         | 13          | Jens Eriksson       | Dala-Floda IF  | 02:17:29 |
| 8         | 17          | Bruno Carrara       | Italien        | 02:17:35 |
| 9         | 195         | Jens Arne Svartedal | Norge          | 02:17:36 |
| 10        | 251         | Olle Sjöström       | Orsa SK        | 02:17:37 |

Evertsberg, Damer

| Placering | Startnummer | Namn            | Klubb/Land/Ort          | Tid      |
| --------- | ----------- | --------------- | ----------------------- | -------- |
| 1         | 18041       | Sandra Hansson  | Uddevalla IS            | 02:28:28 |
| 2         | 17793       | Jenny Hansson   | Vålådalens SK           | 02:28:51 |
| 3         | 18398       | Nina Lintzén    | Årsunda IF              | 02:32:42 |
| 4         | 17563       | Ida Olsson      | Åsarna IK               | 02:33:58 |
| 5         | 18481       | Ulrica Persson  | Sunne SLF               | 02:34:43 |
| 6         | 18946       | Sofia Bleckur   | IFK Mora SK             | 02:35:05 |
| 7         | 17334       | Maria Gräfnings | Östersunds Skidlöparekl | 02:36:39 |
| 8         | 18968       | Eva Svensson    | IFK Mora SK             | 02:38:12 |
| 9         | 17362       | Jorunn Øye      | Norge                   | 02:40:32 |
| 10        | 17950       | Jannike Østby   | Norge                   | 02:40:55 |

Oxberg, Herrar

| Placering | Startnummer | Namn                | Klubb/Land/Ort | Tid      |
| --------- | ----------- | ------------------- | -------------- | -------- |
| 1         | 195         | Jens Arne Svartedal | Norge          | 02:54:21 |
| 2         | 15          | Daniel Tynell       | Grycksbo IF OK | 02:54:22 |
| 3         | 3           | Jerry Ahrlin        | Vålådalens SK  | 02:54:23 |
| 4         | 14          | Marco Cattaneo      | Italien        | 02:54:24 |
| 5         | 4           | Oskar Svärd         | Vålådalens SK  | 02:54:24 |
| 6         | 13          | Jens Eriksson       | Dala-Floda IF  | 02:54:24 |
| 7         | 17          | Bruno Carrara       | Italien        | 02:54:25 |
| 8         | 2           | Anders Aukland      | Norge          | 02:54:25 |
| 9         | 25          | Niklas Karlsson     | IFK Mora SK    | 02:54:25 |
| 10        | 22          | Kjetil Dammen       | Norge          | 02:54:25 |

Oxberg, Damer

| Placering | Startnummer | Namn            | Klubb/Land/Ort             | Tid      |
| --------- | ----------- | --------------- | -------------------------- | -------- |
| 1         | 18041       | Sandra Hansson  | Uddevalla IS               | 03:10:50 |
| 2         | 17793       | Jenny Hansson   | Vålådalens SK              | 03:10:54 |
| 3         | 18398       | Nina Lintzén    | Årsunda IF                 | 03:14:50 |
| 4         | 17563       | Ida Olsson      | Åsarna IK                  | 03:16:23 |
| 5         | 18481       | Ulrica Persson  | Sunne SLF                  | 03:16:24 |
| 6         | 18946       | Sofia Bleckur   | IFK Mora SK                | 03:17:43 |
| 7         | 17334       | Maria Gräfnings | Östersunds Skidlöpareklubb | 03:19:32 |
| 8         | 18968       | Eva Svensson    | IFK Mora SK                | 03:20:40 |
| 9         | 17362       | Jorunn Øye      | Norge                      | 03:24:20 |
| 10        | 17950       | Jannike Østby   | Norge                      | 03:25:00 |

Hökberg, Herrar

| Placering | Startnummer | Namn              | Klubb/Land/Ort | Tid      |
| --------- | ----------- | ----------------- | -------------- | -------- |
| 1         | 15          | Daniel Tynell     | Grycksbo IF OK | 03:20:26 |
| 2         | 13          | Jens Eriksson     | Dala-Floda IF  | 03:20:27 |
| 3         | 2           | Anders Aukland    | Norge          | 03:20:28 |
| 4         | 4           | Oskar Svärd       | Vålådalens SK  | 03:20:29 |
| 5         | 171         | Erik Eriksson     | IFK Mora SK    | 03:20:31 |
| 6         | 3           | Jerry Ahrlin      | Vålådalens SK  | 03:20:31 |
| 7         | 1           | Jørgen Aukland    | Norge          | 03:20:33 |
| 8         | 6           | Rikard Andreasson | IFK Mora SK    | 03:20:34 |
| 9         | 17          | Bruno Carrara     | Italien        | 03:20:34 |
| 10        | 14          | Marco Cattaneo    | Italien        | 03:20:35 |

Hökberg, Damer

| Placering | Startnummer | Namn            | Klubb/Land/Ort             | Tid      |
| --------- | ----------- | --------------- | -------------------------- | -------- |
| 1         | 18041       | Sandra Hansson  | Uddevalla IS               | 03:40:59 |
| 2         | 17793       | Jenny Hansson   | Vålådalens SK              | 03:41:00 |
| 3         | 18398       | Nina Lintzén    | Årsunda IF                 | 03:45:49 |
| 4         | 18481       | Ulrica Persson  | Sunne SLF                  | 03:46:20 |
| 5         | 17563       | Ida Olsson      | Åsarna IK                  | 03:47:19 |
| 6         | 18946       | Sofia Bleckur   | IFK Mora SK                | 03:48:40 |
| 7         | 18968       | Eva Svensson    | IFK Mora SK                | 03:50:27 |
| 8         | 17334       | Maria Gräfnings | Östersunds Skidlöpareklubb | 03:52:27 |
| 9         | 17362       | Jorunn Øye      | Norge                      | 03:57:22 |
| 10        | 17950       | Jannike Østby   | Norge                      | 03:57:22 |

Eldris, Herrar

| Placering | Startnummer | Namn              | Klubb/Land/Ort | Tid      |
| --------- | ----------- | ----------------- | -------------- | -------- |
| 1         | 47          | Stanislav Řezáč   | Tjeckien       | 03:47:31 |
| 2         | 171         | Erik Eriksson     | IFK Mora SK    | 03:47:31 |
| 3         | 3           | Jerry Ahrlin      | Vålådalens SK  | 03:47:31 |
| 4         | 4           | Oskar Svärd       | Vålådalens SK  | 03:47:32 |
| 5         | 15          | Daniel Tynell     | Grycksbo IF OK | 03:47:32 |
| 6         | 2           | Anders Aukland    | Norge          | 03:47:33 |
| 7         | 1           | Jørgen Aukland    | Norge          | 03:47:36 |
| 8         | 14          | Marco Cattaneo    | Italien        | 03:47:37 |
| 9         | 17          | Bruno Carrara     | Italien        | 03:47:38 |
| 10        | 6           | Rikard Andreasson | IFK Mora SK    | 03:47:38 |

Eldris, Damer

| Placering | Startnummer | Namn            | Klubb/Land/Ort             | Tid      |
| --------- | ----------- | --------------- | -------------------------- | -------- |
| 1         | 17793       | Jenny Hansson   | Vålådalens SK              | 04:14:45 |
| 2         | 18041       | Sandra Hansson  | Uddevalla IS               | 04:14:45 |
| 3         | 18398       | Nina Lintzén    | Årsunda IF                 | 04:19:20 |
| 4         | 18481       | Ulrica Persson  | Sunne SLF                  | 04:19:48 |
| 5         | 18946       | Sofia Bleckur   | IFK Mora SK                | 04:21:27 |
| 6         | 17563       | Ida Olsson      | Åsarna IK                  | 04:22:13 |
| 7         | 18968       | Eva Svensson    | IFK Mora SK                | 04:23:39 |
| 8         | 17334       | Maria Gräfnings | Östersunds Skidlöpareklubb | 04:28:44 |
| 9         | 17362       | Jorunn Øye      | Norge                      | 04:33:03 |
| 10        | 17950       | Jannike Østby   | Norge                      | 04:33:35 |